# Vela als Jocs Olímpics d'estiu de 1920 - 18 peus
La regata de vaixells de 18 peus va ser una de les catorze proves de vela que es van disputar al camp de regates d'Oostende durant els Jocs Olímpics d'Anvers de 1920. Hi va prendre part un sol vaixell amb dos tripulants. La primera i única regata es va disputar el 7 de juliol de 1920.

## Medallistes
| Or                                             | Plata | Bronze |
| Regne Unit BratFrancis Richards Thomas Hedberg |       |        |

## Resultats finals
| Posició | Tripulació                      | Iot               | Regata I | Regata I | Regata II | Regata II | Regata III | Regata III | Regata IV | Regata IV | Final |
| Posició | Tripulació                      | Iot               | Pos.     | Punts    | Pos.      | Punts     | Pos.       | Punts      | Pos.      | Punts     | Punts |
| ------- | ------------------------------- | ----------------- | -------- | -------- | --------- | --------- | ---------- | ---------- | --------- | --------- | ----- |
| 1       | Francis Richards Thomas Hedberg | Regne Unit · Brat | NF       | 2        | NS        | 2         | NS         | 2          | NS        | 2         | 8     |

- NF - no finalitza / NS - no surt